# Van Doesburgh (geslacht)
Van Doesburgh (ook: De Vries van Doesburgh, Semeyns de Vries van Doesburgh, Semeijns de Vries van Doesburgh en: Brandts van Doesburgh) is een Nederlandse familie die vooral predikanten en een uitgever voortbracht.

## Geschiedenis
De bewezen stamreeks begint met Jacobus van Doesburgh, geboren in 1686 en overluid in 1716. Zijn kleinzoon Herman (1753-1792) trouwde in 1774 met Maria Brandts (1748-1785); een zoon van hen nam de naam Brandts van Doesburgh aan.
In 1907 verkregen twee leden van de familie Van Doesburgh geslachtsnaamswijziging tot Semeyns de Vries van Doesburgh. De naam Semeyns was afkomstig van een voorvader wiens dochter Theodora Semeyns (1671-1720) in 1701 in tweede echt huwde met Arend de Vries (↑1731). Een afstammeling van die laatste, A.W. de Vries (1805-1883), trouwde met ds. H.G.J. van Doesburgh (1800-1874), lid van het onderhavige geslacht. De familie Semeyns was nauw verbonden aan de geschiedenis van Enkhuizen en drie broers verwierven in 1577 van Willem van Oranje het zogenaamde Privilegie Semeyns waarmee aan leden van hun geslacht een voorkeur van ambten werd vergeven. Nog de schilder Pieter Symonsz. Potter beriep zich in 1652 op dit privilegie om zo secretaris van Hoge en Lage Zwaluwe te worden; Potter was een kleinzoon van Meinert Semeyns via de pensionaris van Enkhuizen, mr. Paulus Bartius, Meinert zijnde een van de drie genoemde broers. Nog in 1829 kende koning Willem I op basis van dat privilegie pensioenen toe aan afstammelingen van de eerste Semeynsen. In 1832 en 1833 doet een andere afstammeling bij de koning nog een beroep op het privilegie voor een aanvullend pensioen maar door diens overlijden in dat laatste jaar werd verder geen opvolging gegeven aan die verzoeken. De familie Semeyns stierf in 1840 in mannelijke lijn uit met de boekdrukker Willem Palenstein Semeyns (1743-1840); in vrouwelijke lijn leven nog afstammelingen, onder wie die van dit geslacht Van Doesburgh, maar ook leden van de familie Buyskes (die ook vele bestuurders aan Enkhuizen leverde), van welke laatste een afstammeling, P.J. Buyskes (1829-1910), de geschiedenis van het privilegie schreef.
De familie werd in 1916 opgenomen in het genealogische naslagwerk het Nederland's Patriciaat.

## Enkele telgen

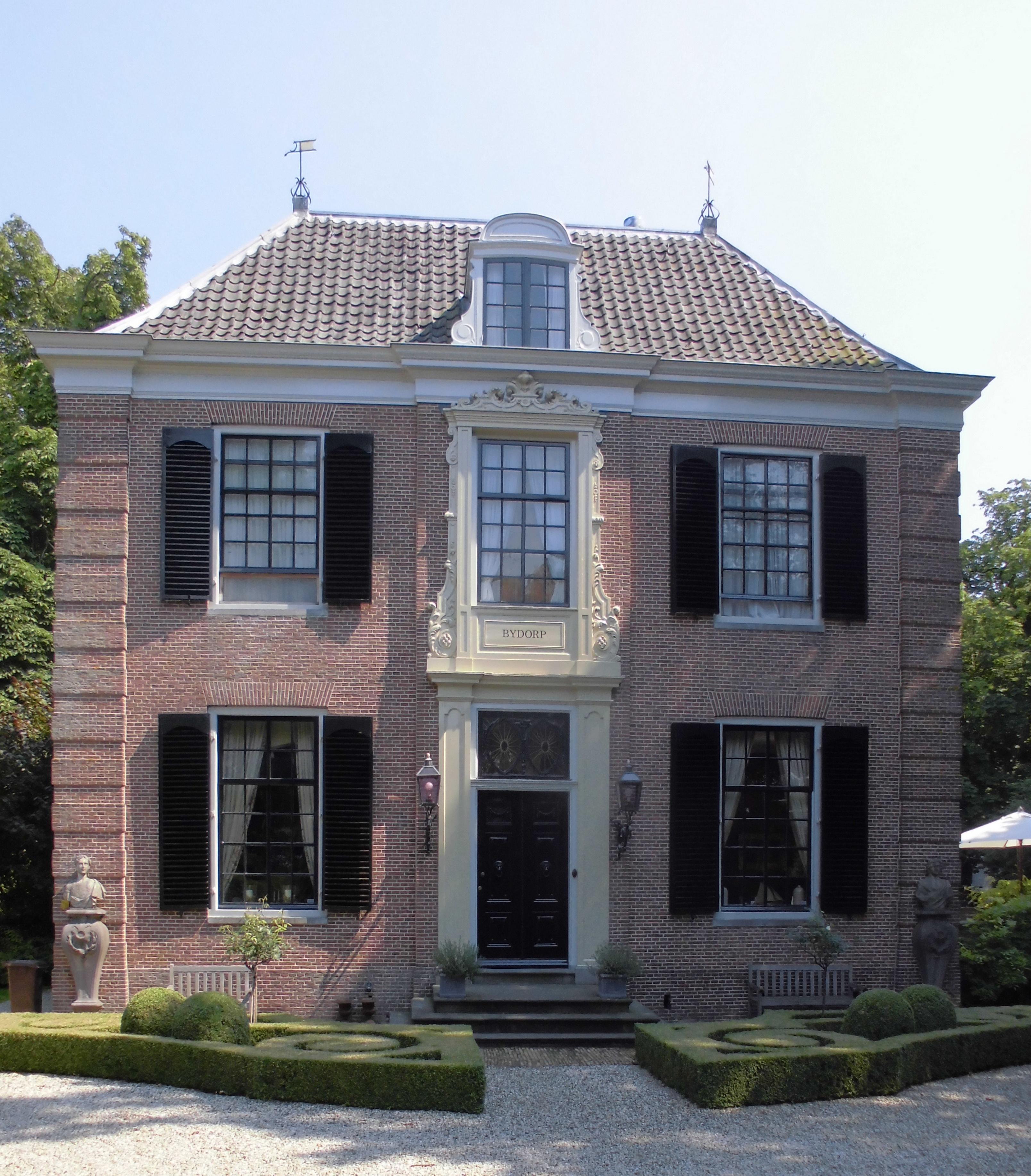
Bijdorp (Loenen aan de Vecht)

Herman van Doesburgh (1753-1792), koopman; trouwde in 1774 met Maria Brandts (1748-1785)
- ds. Jacobus van Doesburgh (1776-1842), predikant
  - ds. Herman Gerrit Jacobus van Doesburgh (1800-1874), predikant
    - dr. Thade van Doesburgh (1828-1895), lid gemeenteraad van Kralingen
      - Herman de Vries van Doesburgh (1861-1941), industrieel, kreeg met zijn beide broers in 1884 bij KB naamswijziging tot de Vries van Doesburgh
      - mr. Johan de Vries van Doesburgh (1863-1951), officier van justitie
        - Genia Jannetta de Vries van Doesburgh (1892-1963); trouwde in 1915 met mr. Willem François Ewoud baron van der Feltz (1882-1967), lid van de Eerste Kamer en de Tweede Kamer
        - mr. Thade Semeyns de Vries van Doesburgh (1902-1969), verkreeg met zijn broer in 1907 bij KB naamswijziging tot Semeyns de Vries van Doesburgh, officier van justitie, lid van de Reclasseringsraad
          - dr. Johan Thade Semeijns de Vries van Doesburgh (1932)
            - drs. Ben Semeijns de Vries van Doesburgh (1956), voormalig CEO Koninklijke De Kuyper B.V., sinds 2006 eigenaar en bewoner van huize Bijdorp (Loenen aan de Vecht)

          - Jacoba Dorothea Semeijns de Vries van Doesburgh (1943), tekstdichter, auteur en vertaalster onder de naam Coot van Doesburgh

        - mr. Willem Adolph Semeyns de Vries van Doesburgh (1905-1945), bankier, vrijwillig dienst genomen en laatstelijk Hauptsturmführer (kapitein) bij de Waffen-SS (1942-1945), na de terugtrekking na de Operatie Frühlingserwachen in Hongarije op 19 maart 1945 gesneuveld
          - Rieuwert Semeyns de Vries van Doesburgh (1942), huisarts
            - Bracha Semeijns de Vries van Doesburgh (1981), actrice en kledingontwerpster; trouwde in 2011 met acteur Daniël Adrianus Augustinus (Daan) Schuurmans (1972)

          - Welmet Semeyns de Vries van Doesburgh (1944), voormalig remonstrants predikante, leidster van de uitvaartdienst van koningin Juliana; trouwde met mr. Benjamin Jacob Maurits Hudig (1941), jurist en lid van de familie Hudig

    - Jacoba van Doesburgh (1831-1898); trouwde in 1858 haar volle neef ds. Jacobus van Doesburgh (1834-1898), predikant
    - mr. Hendrik Gerard van Doesburgh (1836-1897), jurist en politiefunctionaris
    - Cornelia Immagonda van Doesburgh (1844-1920); trouwde in 1867 met dr. Maurits Snellen (1840-1907), meteoroloog en leider van de Nederlandse poolexpeditie 1882-83

  - Margaretha Maria van Doesburgh (1801-1877); trouwde in 1831 met ds. Reinier Hellendoorn (1796-1843), predikant
  - ds. Gerrit Roelof Diderik van Doesburgh (1809-1861), predikant
    - ds. Jacobus van Doesburgh (1834-1898), predikant; trouwde in 1858 zijn volle nicht Jacoba van Doesburgh (1831-1898)
    - Simon Cornelis van Doesburgh (1835-1906), theologisch kandidaat, stichter van de uitgeversfirma S.C. van Doesburgh te Leiden
    - Laurentius van Doesburgh (1839-1898), burgemeester van Valburg
- Dirk Adrianus Brandts van Doesburg (1783-1861), econoom
  - Nicolaas Wouter van Doesburgh (1816-1854), wethouder van Wijk bij Duurstede
- ds. Marcus Peter van Doesburgh (1785-1843), predikant
  - Herman van Doesburgh (1806-1848), assuradeur
    - dr. Lambertus van Doesburgh (1837-1915), geneeskundige
      - Elsa Louisa Hannelina van Doesburgh (1875-1957), kunstschilderes

Geslachten die opgenomen zijn in het sinds 1910 verschijnende genealogische naslagwerk Nederland's Patriciaat. Lijst volgens opgave van het CBG Centrum voor familiegeschiedenis.
A · B · C · D · E · F · G · H · I · J · K · L · M · N · O · P · Q · R · S · T · U · V · W · Y · Z